# Гай Семпроний Блез (претор)
Гай Семпроний Блез (лат. Gaius Sempronius Blaesus; III—II века до н. э.) — римский политический деятель из плебейского рода Семпрониев, предположительно сын народного трибуна 211 года до н. э. того же имени. В 187 году до н. э. занимал должность плебейского эдила, в 184 году до н. э. был претором и наместником Сицилии. В 170 году до н. э. вместе с Секстом Юлием Цезарем выполнил поручение сената: совершил поездку в греческий город Абдеры и восстановил его политический строй.